# فرورتیش دوم

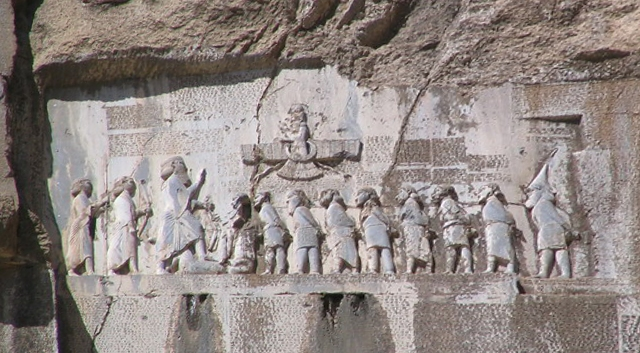
سنگ‌نبشته بیستون؛ داریوش و افرادی که به بند کشیده شده‌اند (از سمت داریوش): ١. گئومات مغ (زیر پای داریوش) ٢. آشین در ایلام ٣.بختنصر سوم (نیدینتو-بِل) در بابل ۴.مرتیَه در پارس ۵.فرورتیش دوم در ماد ۶.چیثراتخمهٔ ساگارتی ٧. وهیزداتَه در پارس ٨.اَرخَه در بابل ٩.فرادَه در مرو ۱۰.سکونخا از سکاها

فرورتیش دوم فردی مادی بود که در زمان داریوش بزرگ علیه وی شورش کرد و خود را شاه ماد خواند. پس از روی سر کار آمدن داریوش بزرگ و به دست گرفتن حکومت از جانب وی، آشین در عیلام و بختنصر سوم در بابل از قلمرو او جدا شدند و ادعای استقلال کردند. در دسامبر سال ۵۲۲ پیش از میلاد و در حالی که داریوش در حال جنگ با بابلیان بود، فرورتیش در ماد شورش کرد. او اعلام کرد که از خاندان هووخشتره است و نام سلطنتی خشثریتَه را بر خود گذاشت و هگمتانه پایتخت مادها را به تصرف خود درآورد. در این قیام ساکنان ماد، پارت و هیرکانه هم به او ملحق شدند و ظاهراً مردم ارمنستان هم از او حمایت می‌کردند. هم‌زمان شورش‌های دیگری هم در سایر ایالات بر پا شد.

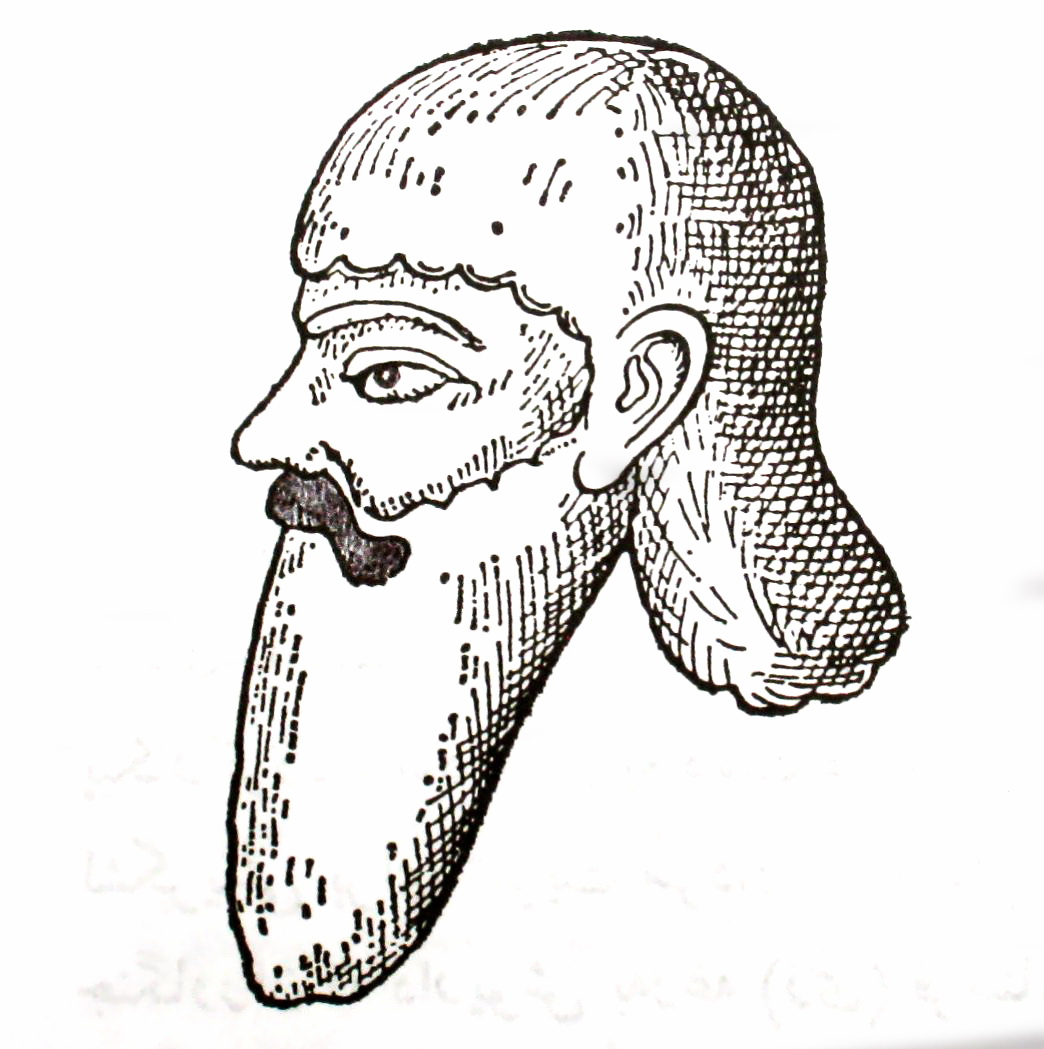
تصویر فرورتیش از روی نقش‌برجستهٔ بیستون

داریوش  که در بابل بود سپاهی را به فرماندهی هایدرانوس برای سرکوب فرورتیش فرستاد. هایدرانوس در ژانویهٔ سال ۵۲۱ پیش از میلاد با یکی از سرداران فرورتیش در مرز جنوب غربی ماد و در شهری به نام ماروش (مهریز، جنوب یزد امروزی) جنگید ولی توفیقی به دست نیاورد و در کامپدانا منتظر رسیدن داریوش و نیروهایش شد. از طرفی دیگر ویشتاسپ پدر داریوش هم که ساتراپ پارت بود از سمت مشرق علیه فرورتیش اقدام کرد و فرورتیش به‌ناچار باید در دو جبهه می‌جنگید.
در ماه آوریل همان سال داریوش پس از سرکوب شورش بابل رهسپار ماد شد و در ماه مه با فرورتیش در شهری به نام کوندورو در خاک ماد وارد جنگ شد. در این جنگ فرورتیش شکست خورد و با معدود سواران خود به رغه (ری) گریخت. ولی هنوز کنترل ماد به‌طور کامل به دست داریوش نیفتاده بود. در اواخر ماه ژوئن داریوش دسته‌ای از جنگجویان را به رغه فرستاد و در آن‌جا آن‌ها توانستند فرورتیش را دستگیر کنند. از ری هم عده‌ای به کمک ویشتاسپ رفتند و در جنگی دیگر در خاک پارت توانستند آخرین هوادارن فرورتیش را شکست داده و نابود کنند.
داریوش در سنگ‌نبشتهٔ بیستون دربارهٔ سرنوشت فرورتیش می‌نویسد که شخصاً بینی، دو گوش و دهان فرورتیش را بریده و یک چشم وی را درآورده. سپس وی را به‌زنجیر در دربار نگه داشتند تا همه او را ببینند و عاقبت به فرمان وی او  را در هگمتانه بر نیزه کردند و افرادی را که از نخستین طرفداران او بودند در درون دژ هگمتانه دار زدند.
داریوش در کتیبهٔ بیستون دربارهٔ سرنوشت فرورتیش چنین می‌گوید:
| فرورتیش را دستگیر کردند و نزد من آوردند. من بینی و گوش‌ها و زبان او را بریدم و چشمانش را در آوردم. او را به زنجیر در دربار من نگاه داشتند و همهٔ مردم سلحشور او را دیدند. آنگاه فرمان دادم او را در اکباتانه بر نیزه نشانند و مردانی را که نخستین هواخواهان او بودند، در اکباتانه درون دژ بدار آویختم. |